# Em guardes un secret?
Em guardes un secret? (títol original en anglès, Can You Keep a Secret?) és una pel·lícula de comèdia romàntica indepdendent estatunidenca del 2019 dirigida per Elise Duran i protagonitzada per Alexandra Daddario i Tyler Hoechlin. Està basat en la novel·la homònima del 2003 de Sophie Kinsella, amb el guió adaptat per Peter Hutchings. S'ha doblat i subtitulat al català.
Va estar disponible a la carta a Amèrica del Nord el 13 de setembre de 2019, amb una estrena limitada als mercats estrangers, on va obtenir una taquilla total d'1,6 milions de dòlars.

## Repartiment
- Alexandra Daddario com a Emma Corrigan
- Tyler Hoechlin com a Jack Harper
- Sunita Mani com a Lissy
- Laverne Cox com a Cybill
- Kimiko Glenn com a Gemma
- Bobby Tisdale com a Doug
- Kate Easton com a Artemis
- David Ebert com a Connor Martin
- Robert King com a Casey
- Sam Asghari com a Omar
- Judah Friedlander com a Mick